# Ніклас Александерссон
Ні́клас Алекса́ндерссон (швед. Niclas Alexandersson, МФА: [ˈnɪklɑs ɑlɛkˈsɑndɛʂɔn], нар.12 травня 1971, Гальмстад) — шведський футболіст, півзахисник.

## Клубна кар'єра
У дорослому футболі дебютував 1988 року виступами за команду клубу Гальмстад БК, в якій провів сім сезонів, взявши участь у 157 матчах чемпіонату. Більшість часу, проведеного у складі «Хальмстада», був основним гравцем команди.
Згодом з 1996 по 1997 рік грав у складі команди клубу ІФК Гетеборг.
1997 року переїхав до Англії, уклавши контракт з клубом «Шеффілд Венсдей».
Своєю грою за останню команду привернув увагу представників тренерського штабу клубу «Евертон», до складу якого приєднався 2000 року. Відіграв за клуб з Ліверпуля наступні чотири сезони своєї ігрової кар'єри.
В сезоні 2003-04 захищав на умовах оренди кольори команди ще одного англійського клубу, «Вест Хем Юнайтед».
Завершив професійну ігрову кар'єру, повернувшись на батьківщину, у клубі ІФК Гетеборг, у складі якого вже виступав раніше. Прийшов до команди 2004 року, захищав її кольори до припинення виступів на професійному рівні у 2009. Протягом цих років виборов свій другий титул чемпіона Швеції.

## Виступи за збірну
1993 року дебютував в офіційних матчах у складі національної збірної Швеції. Протягом кар'єри у національній команді, яка тривала 16 років, провів у формі головної команди країни 109 матчів, забивши 7 голів.
У складі збірної був учасником чемпіонату Європи 2000 року у Бельгії і Нідерландах, чемпіонату світу 2002 року в Японії і Південній Кореї, чемпіонату світу 2006 року у Німеччині, чемпіонату Європи 2008 року в Австрії та Швейцарії.

## Титули і досягнення
- Чемпіон Швеції (2):

ІФК Гетеборг: 1996, 2007
- Володар Кубка Швеції (2):

Гальмстад БК: 1995
ІФК Гетеборг: 2008
- Володар Суперкубка Швеції (1):

ІФК Гетеборг: 2008